# Roupa de borracha

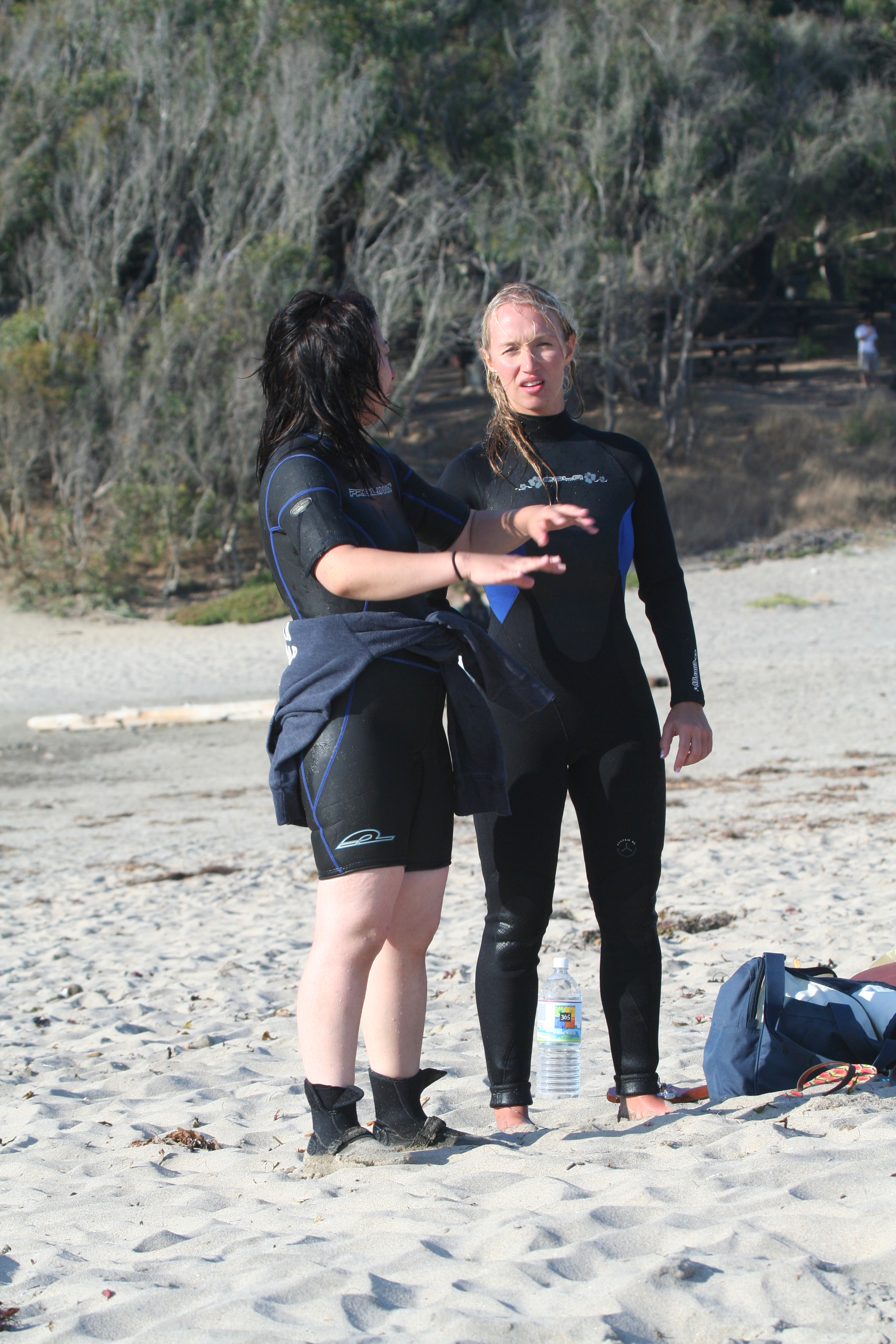
Surfistas com roupa feita de neopreno

Roupas de borracha são apropriadas para a prática de desportos aquáticos (surfe, windsurfing, mergulho, triatlo etc.). Normalmente fabricadas com neoprene, as roupas são usadas para a proteção isotérmica ou seja contra a baixa temperatura da água, podendo ter diversas variações de densidade.